# Судова система Греції
Судова система Греції — система правосуддя в Греції, яка включає суди з цивільних та кримінальних справ.
В останні роки система судочинства Греції неодноразово отримувала зауваження від Європейського суду з прав людини у зв'язку із порушенням права людини на справделивий і швидкий суд. В дійсності затягування із розглядом як адміністративних, так і кримінальних справ досягло загрозливих масштабів для судової системи в цілому. Хоча в цифрах 2006 року судами вищої інстанції Греції зокрема розглянуто 25 391 справ, 2007 року — 27 879 справ; 2008 року — 30 705; 2009 року — 30 708 справ; судовий розгляд позовів, поданих 2010 року у Великих Афінах, вже відкладено на 2014 рік.

## Основні елементи
Верховним в системі цивільного і кримінального судочинства є Аріос Пагос, або Верховний Касаційний суд Греції, який займається розглядом цивільних (4 палати) і кримінальних справ (2 палати). До його складу входять 55 суддів. Судові рішення Касаційного суду не можуть бути оскаржені. Цивільні і кримінальні справи у першій інстанції розглядають 60 окружних судів, у складі 1 або 3 суддів кожний. Від 1834 до 1968 року в Греції діяла система судів присяжних, які розглядали справи про тяжкі злочини. Нині їх розглядом займаються суди у складі 3 суддів та 5 засідателів. Також діють близько 300 мирових судів, у компетенції яких розгляд дрібних цивільних справ, зокрема суперечки з приводу землеволодіння або дрібні злочини. Хоча у великих містах частина мирових судів призначена виключно для розгляду дрібних кримінальних справ.
Адміністративні суди Греції, очолювані Державною радою Греції, займаються справами законності прийняття тих чи інших актів, зловживання владою. Нерідко адміністративні суди також називають податковими. Крім того спеціальний Рахункова палата Греції, одночасно адміністративний орган та Верховний адміністративний суд спеціальної юрисдикції, під юрисдикцією Державної Ради контролює витрати державних коштів.
У випадку виникнення конфлікту між Аріос Пагос, Державною радою та Рахунковою палатою скликається Верховний Спеціальний суд Греції — не постійний інститут судової влади, а такий, що збирається для розгляду випадків у колі своєї спеціальної компетенції, по своїй суті конституційний і виборчий суд. Він може ухвалювати рішення щодо відповідності нормативно-правових актів Конституції Греції або про порушення в ході виборів в Греції.
Окремими типами судів в Греції є суди у справах неповнолітніх і церковні суди. Останні призначені для розгляду справ, порушених проти служителів Елладської православної церкви. Усіх суддів (за винятком суддів церковних судів) призначає Президент Греції довічно після консультацій з Судовою радою.

### Сторони судового процесу
Розслідування кримінальних справ проводить грецька поліція. Обвинувачення в судах підтримують окружні прокурори, в апеляційних судах — прокурори, в Аріос Пагос — генеральний прокурор. Функції захисника у кримінальному процесі і представника сторони у цивільному процесі можуть брати на себе члени колегії адвокатів, до останньої можуть вступити тільки особи, що мають вищу юридичну освіту, пройшли дворічне стажування у іншого практикуючого адвоката й успішно склали іспити з прийому в колегію.